# Семяниці (Нижньосілезьке воєводство)
Семяниці (пол. Siemianice) — село в Польщі, у гміні Оборники-Шльонські Тшебницького повіту Нижньосілезького воєводства.
Населення — 417 осіб (2011).
У 1975-1998 роках село належало до Вроцлавського воєводства.

## Демографія
Демографічна структура станом на 31 березня 2011 року:
|          | Загалом | Допрацездатний вік | Працездатний вік | Постпрацездатний вік |
| -------- | ------- | ------------------ | ---------------- | -------------------- |
| Чоловіки | 190     | 43                 | 139              | 8                    |
| Жінки    | 227     | 68                 | 132              | 27                   |
| Разом    | 417     | 111                | 271              | 35                   |